# شعب دارفور داجو
دارفور داجو هي جماعة عرقية في السودان . هم واحد من سبع عرقيات متميزة تتألف من شعب الداجو . يتحدثون لغة نيالا .  يعيشون في جنوب دارفور في السودان في تلال داجو على بعد (40) كيلومترات شمال شرق نيالا - على الرغم من أن معظم هؤلاء السكان فروا إلى جمهورية تشاد نتيجة لصراع دارفور .  هناك أيضًا عدد قليل من سكان دار فور داجو بالقرب من مدينة لاغوا في تلال النوبة . إجمالي عدد سكانها 80،000 (1993).  هم في الغالب مسلمون.